# Glazen Sleutel
De Glazen Sleutel (Zweeds: Glasnyckeln) is een literatuurprijs voor misdaadromans die jaarlijks uitgereikt wordt aan auteurs uit Noordse landen.
De prijs, een grote glazen sleutel, werd vernoemd naar de misdaadroman The Glass Key uit 1931 van de Amerikaanse schrijver Dashiell Hammett. De prijs wordt uitgereikt door de leden van de Skandinaviska Kriminalsällskapet (Misdaadschrijvers van Scandinavië) aan een misdaadroman van een Deens, Fins, IJslands, Noors of Zweeds schrijver. Elk land mag zijn eigen kandidaat inschrijven op de shortlist, waarna de winnaar gekozen wordt.

## Winnaars
| Jaar | Auteur                           | Originele titel                    | Nederlandse titel            | Land                  |
| ---- | -------------------------------- | ---------------------------------- | ---------------------------- | --------------------- |
| 1992 | Henning Mankell                  | Mördare utan ansikte               | Moordenaar zonder gezicht    | Zweden                |
| 1993 | Peter Høeg                       | Frøken Smillas fornemmelse for sne | Smilla's gevoel voor sneeuw  | Denemarken            |
| 1994 | Kim Småge                        | Sub Rosa                           | Sub Rosa                     | Noorwegen             |
| 1995 | Erik Otto Larsen                 | Masken i spejlet                   |                              | Denemarken            |
| 1996 | Fredrik Skagen                   | Nattsug                            |                              | Noorwegen             |
| 1997 | Karin Fossum                     | Se dig ikke tilbake!               | Kijk niet achterom           | Noorwegen             |
| 1998 | Jo Nesbø                         | Flaggermusmannen                   | Vleermuisman                 | Noorwegen             |
| 1999 | Leif Davidsen                    | Lime's billede                     | De vrouw op de foto          | Denemarken            |
| 2000 | Håkan Nesser                     | Carambole                          | Carambole                    | Zweden                |
| 2001 | Karin Alvtegen                   | Saknad                             | Voortvluchtig                | Zweden                |
| 2002 | Arnaldur Indriðason              | Mýrin                              | Noorderveen                  | IJsland               |
| 2003 | Arnaldur Indriðason              | Grafarþögn                         | Moordkuil                    | IJsland               |
| 2004 | Kurt Aust (Kurt Østergaard)      | Hjemsøkt                           |                              | Noorwegen/ Denemarken |
| 2005 | Anders Roslund & Börje Hellström | Odjuret                            | Vaderwraak                   | Zweden                |
| 2006 | Stieg Larsson                    | Män som hatar kvinnor              | Mannen die vrouwen haten     | Zweden                |
| 2007 | Matti Rönkä                      | Ystävät kaukana                    |                              | Finland               |
| 2008 | Stieg Larsson                    | Luftslottet som sprängdes          | Gerechtigheid                | Zweden                |
| 2009 | Johan Theorin                    | Nattfåk                            | Nachtstorm                   | Zweden                |
| 2010 | Jussi Adler-Olsen                | Flaskepost fra P                   | De noodkreet in een fles     | Denemarken            |
| 2011 | Leif G. W. Persson               | Den döende detektiven              | Het laatste woord            | Zweden                |
| 2012 | Erik Valeur                      | Det syvende barn                   | Het zevende kind             | Denemarken            |
| 2013 | Jørn Lier Horst                  | Jakthundene                        | Jachthonden                  | Noorwegen             |
| 2014 | Gard Sveen                       | Den siste pilegrimen               | De doden hebben geen verhaal | Noorwegen             |
| 2015 | Thomas Rydahl                    | Eremitten                          | De man met negen vingers     | Denemarken            |
| 2016 | Ane Riel                         | Harpiks                            |                              | Denemarken            |
| 2017 | Malin Persson Giolito            | Størst af alt                      |                              | Zweden                |
| 2018 | Camilla Grebe                    | Husdjuret                          | Dagboek van mijn verdwijning | Zweden                |
| 2019 | Stina Jackson                    | Silvervägen                        |                              | Zweden                |
| 2020 | Camilla Grebe                    | Skuggjägaren                       | De schimmenjager             | Zweden                |
| 2021 | Tove Alsterdal                   | Rotvälta                           | Stormval                     | Zweden                |
| 2022 | Morten Hesseldahl                | Mørket under isen                  |                              | Denemarken            |
| 2023 | Max Seeck                        | Kauna                              |                              | Finland               |
| 2024 | Christoffer Carlsson             | Levande och döda                   |                              | Zweden                |